# Стівен Бантінг
Стівен Бантінг (англ. Stephen Bunting; 9 квітня 1985, англійський професійний гравець в дартс, чемпіон світу з дартсу (BDO) 2014 року.

## Кар'єра в BDO
Стівен Бантінг розпочав брати участь у змаганнях BDO у 2002 році. 2014 року Бантінг вперше дійшов до фіналу чемпіонату світу BDO. У фіналі змагань його суперником був інший англійський гравець, Алан Норріс, якого Бантінг переміг з рахунком 7-4.

## Кар'єра в PDC
Після того, як Бантінг у 2014 році став чемпіоном світу BDO він почав виступати в змаганнях PDC. На чемпіонаті світу PDC 2021 року дійшов до півфіналу, де програв майбутньому чемпіону Гервіну Прайсу.